# Anja Haas
Pour les articles homonymes, voir Haas.
 (février 2016).
Si vous disposez d'ouvrages ou d'articles de référence ou si vous connaissez des sites web de qualité traitant du thème abordé ici, merci de compléter l'article en donnant les références utiles à sa vérifiabilité et en les liant à la section « Notes et références ».
Anja Haas, née le 30 mai 1971 à Gerlos, est une skieuse alpine autrichienne.
Elle a remporté sa première victoire en coupe du monde, en descente, à Furano le 24 février 1991. En 1993, elle a terminé première en descente, durant la coupe du monde à Veysonnaz, en Suisse.
La saison 1993/94 débute avec sa troisième victoire en Coupe du monde dans la descente de Sankt Anton am Arlberg.

## Championnats du monde
- Championnats du monde de 1993 à Morioka (Japon) :
  -  Médaille de bronze en Descente

## Coupe du monde
- Meilleur résultat au classement général : 12e en 1991
  - 3 victoires : 3 descentes

### Saison par saison
- Coupe du monde 1990 :
  - Classement général : 56e
- Coupe du monde 1991 :
  - Classement général : 12e
    - 1 victoire en descente : Furano
- Coupe du monde 1992 :
  - Classement général : 31e
- Coupe du monde 1993 :
  - Classement général : 21e
    - 1 victoire en descente : Veysonnaz II
- Coupe du monde 1994 :
  - Classement général : 44e
    - 1 victoire en descente : Sankt Anton (Arlberg-Kandahar)
- Coupe du monde 1995 :
  - Classement général : 104e
- Coupe du monde 1996 :
  - Classement général : 89e

## Arlberg-Kandahar
- Vainqueur de la descente 1993-94 à Sankt Anton